# Mimoleprodera granulosa
Mimoleprodera granulosa är en skalbaggsart som beskrevs av Stefan von Breuning 1938. Mimoleprodera granulosa ingår i släktet Mimoleprodera och familjen långhorningar. Inga underarter finns listade i Catalogue of Life.